# Lupinus odoratus
Lupinus odoratus är en ärtväxtart som beskrevs av Amos Arthur Heller. Lupinus odoratus ingår i släktet lupiner, och familjen ärtväxter. Utöver nominatformen finns också underarten L. o. odoratus.